# Газова шапка

Схема розподілу газу і нафти

Газова шапка (рос. газовая шапка, англ. gas cap, нім. Gaskappe f) — скупчення склепінчастого газу в найвищій частині нафтового пласта над нафтовим покладом.

## Загальний опис
Г.ш. просторово і ґенетично пов'язана з нафтою.
Вміст важких вуглеводнів в Г.ш. може досягати 35-40 %.
З метою збереження пластової енергії покладу газ Г.ш. відбирається, як правило, після вилучення нафти.
В процесі відбирання нафти з покладу Г.ш. розширюється, сприяючи витісненню нафти.
Г.ш. можуть утворюватися також у процесі розробки за рахунок виділення газу, розчиненого у нафті, при значному зниженні пластового тиску і його спливання (сегрегації) у верхню частину нафтового пласта.
Газова шапка є складовою частиною нафтового покладу, що експлуатується з урахуванням максимального використання пластової енергії газу (його тиску) для фонтанного видобутку. Іншими словами, газові шапки газонафтових родовищ не є самостійними об'єктами видобутку газу.

## Різновиди
Газова шапка вторинна, (рос. вторичная газовая шапка; англ. secondary gas cap; нім. Sekundärgaskappe f) — газова шапка, що утворилася внаслідок сегрегації нафтового газу в підвищеній частині пастки під час розробки нафтового покладу в результаті зниження пластового тиску нижче тиску насичення нафти газом (при хорошій вертикальній проникності або при значних нахилах пласта).

## Розробка газової шапки випереджувальна
Розробка газової шапки випереджувальна — розробка газової шапки, яка випереджує в часі розробку нафтової частини нафтогазового покладу. Доцільна за умови відсутності переміщення газонафтового контакту.